# 鴨川市立国保病院
鴨川市立国保病院（かもがわしりつこくほびょういん）は千葉県鴨川市にある医療機関である。

## 診療科
出典
- 内科
- 小児科
- 循環器内科
- 神経内科
- 整形外科・スポーツ整形外科
- 眼科
- 耳鼻咽喉科
- 泌尿器科
- 皮膚科
- 禁煙外来
- リハビリテーション科
- 歯科

## 併設事業所
出典
- 鴨川国保訪問看護ステーション（訪問看護事業所）
- 鴨川国保ヘルパーステーション（訪問介護事業所）
- 鴨川国保ケアプランサービス（居宅介護支援事業所）

## 交通
出典
- JR東日本　外房線　安房鴨川国保病院前　徒歩0分